# LUX 053
LUX 053 fue un evento de artes marciales mixtas producido por LUX Fight League, que se llevó a cabo el 25 de julio de 2025 en el Teatro Explanada de Puebla de Zaragoza, Puebla, México.

## Antecedentes
LUX 053 marcó la primera visita de la promoción a Puebla desde LUX 039 en febrero de 2024.
El evento estelar contó con una pelea por el Campeonato Interino de Peso Gallo de LUX entre el ex retador al título Rodolfo Rubio y el invicto Mauricio Partida.
La pelea coestelar contó con un combate de peso pluma entre Damián Fernández y Kevin Morales.

## Resultados
1. ↑  Por el Campeonato Interino de Peso Gallo de LUX